# Incendio forestal de Aliaga-Ejulve de 2009
El incendio forestal de Aliaga-Ejulve 2009 fue un desastre natural que supuso el incendio forestal más extenso registrado en España en todo el año 2009, con 7.301,14 hectáreas quemadas. Se produjo el miércoles 22 de julio en la Sierra de Majalinos, en el término municipal de la localidad aragonesa de Aliaga (Teruel), extendiéndose rápidamente al vecino municipio de Ejulve. Más tarde se trasladaría también a los términos de La Zoma, Cañizar del Olivar y Villarluengo. Se consideró extinguido el 27 de julio, 5 días después, tras largas y arduas tareas de los equipos de extinción.
El incendio se inició en un momento muy crítico en el que se produjeron otros incendios en la provincia de Teruel, que, en global, supusieron la peor catástrofe natural registrada en Aragón desde los incendios del Maestrazgo de 1994, en el que ardieron 30.000 hectáreas.

## Causas
El incendio se consideró propiciado por la coincidencia de diversos factores de riesgo a la vez: Alerta naranja por altas temperaturas, fuertes rachas de viento registradas, humedad relativa baja, y la caída de numerosos rayos en una tormenta seca horas atrás,que originaron diversos focos de fuego iniciales en el monte de Aliaga. Todas estas circunstancias naturales, añadidas a las causas humanas (el gran retraso con el que llegaron los primeros medios de extinción), explican la rapidez con la que el fuego arrasó 7.000 hectáreas durante las primeras 48 horas, y por lo tanto la dificultad de su extinción durante los primeros días de actividad del fuego.

## Consecuencias
Las consecuencias de este incendio, con más de 7.000 hectáreas de bosque y monte quemadas, fueron dramáticas para las poblaciones afectadas, que disponían de un variado patrimonio natural que fue pasto de las llamas en apenas unas horas, especialmente exuberantes bosques de pino y carrasca. El incendio no solo hizo que la zona afectada perdiera gran parte de su patrimonio natural, sino que también se viera muy perjudicado el medio de sustento de vida de parte de su población, que vive de la explotación y conservación del medio natural y del sector turístico. 
Durante su desarrollo se dieron momentos especialmente críticos, debido a que las llamas llegaron a las proximidades de una piscifactoría en el término de Aliaga que contenía ocho depósitos de gas que corrían el riesgo de explotar. Y, especialmente, porque estas llegaron a alcanzar la localidad de La Cañadilla (Aliaga), en donde dos inmuebles resultaron calcinados.
Debido a la complejidad de su extinción y los peligros para la salud y seguridad que provocaba el fuego y el denso humo, los vecinos de La Cañadilla, Cirujeda, La Zoma, Cañizar del Olivar, Ejulve y Montoro de Mezquita fueron desalojados de sus casas, fue cortada la carretera A-2403 entre Aliaga y Ejulve, y la A-1702 entre Villarluengo y Ejulve. Las llamas en esta última localidad se acercaron a tan solo medio kilómetro de su casco urbano.
Por otra parte, otra consecuencia directa fue la suspensión de la cuarta edición del festival de música Carrasca Rock que tenía previsto celebrarse en Ejulve los días 24 y 25 de julio, tres días después del inicio del incendio.